# Les Contes d'Hoffmann
Les Contes d'Hoffmann és una òpera amb música de Jacques Offenbach i llibret en francès de Jules Barbier, basada en tres contes d'E.T.A. Hoffmann. Es va estrenar a l'Opéra-Comique de París, el 10 de febrer de 1881.
És una obra en tres actes més un pròleg i un epíleg. El text està basat en una obra que el mateix Barbier i Michel Carré havien escrit sobre contes del poeta alemany E.T.A. Hoffmann. El mateix E.T.A. Hoffman és un personatge de l'òpera, com ell mateix feia en moltes de les seues històries. Els contes en què es basa l'òpera són Der Sandmann, Rath Krespel, i Das verlorene Spiegelbild., uns relats que el narrador explica una nit com a exemple de la seva desgràcia amorosa.

## Representacions[calcitació]
Es va estrenar en l'Opéra-Comique de París, el 10 de febrer de 1881 interpretada per Marguerite Ugalde. Des de llavors, Les Contes de Hoffmann forma part del repertori operístic, s'han realitzat alguns enregistraments i se sol interpretar amb regularitat.
Idealment, els tres personatges femenins principals (Olympia, Giulietta i Antonia), que no són sinó diferents encarnacions dels amors de Hoffmann, haurien de ser interpretades per la mateixa cantant, però les grans diferències de tessitura dels papers (des de la lleugera coloratura d'Olympia a la soprano dramàtica amb greus de Giulietta, passant per la lírica Antonia, a la que es pot afegir el breu paper de Stella) fa que sigui gairebé impossible fer-ho amb garanties de qualitat en tots els papers i es prefereix assignar cada paper a sopranos diferents.
Entre les sopranos que han cantat els tres papers (Olympia, Antonia i Giulietta) en la mateixa representació hi ha Karan Armstrong, Vina Bovy, Edita Gruberová, Fanny Heldy, Catherine Malfitano, Anja Silja, Beverly Sills, Ruth Ann Swenson, Carol Vaness, Ninon Vallin i Virginia Zeani. Els quatre (afegint-hi Stella) han estat cantats per Josephine Barstow, Diana Damrau, Elizabeth Futral, Georgia Jarman, Elena Moşuc i Joan Sutherland.
Al contrari, els quatre papers de malvat (Lindorf, Coppelius, Miracle i Dapertutto) habitualment són interpretats pel mateix baríton, ja que els quatre són encarnacions diferents del mateix geni del mal que en cada ocasió frustren els plans de Hoffmann i tenen un registre vocal similar. Alguns altres papers també poden ser doblegats, com el de Musa i Nicklausse, que són cantats per la mateixa mezzo.
La primera representació a Barcelona, que va ser també la primera a Espanya, va tenir lloc al Teatre Eldorado, amb el llibret traduït al castellà.

### Edicions i revisions
Offenbach va morir abans d'acabar-la, el 5 d'octubre de 1880, sense deixar una versió definitiva, ni tan sols en la seva estructura. Se sap que Offenbach havia ofert una primera audició de l'òpera a casa seva el maig de 1879, amb piano, a la que assistiren Léon Carvalho, director de l'Opéra-Comique, i el director del Ringtheater de Viena, que volia estrenar-la a la capital austríaca. El mateix 1879 tingué lloc a París un concert on una orquestra interpretà onze fragments de l'òpera. Les partitures d'aquesta interpretació foren després importants per a la reconstrucció de l'obra. La manca d'una versió original autoritzada ha fet que n'hi hagi diferents versions i edicions de la partitura. Si bé al començament es va establir l'ordre dels actes Olympia-Giulietta-Antonia, la intenció d'Offenbach va ser, com queda clar per les referències en el pròleg i en l'epíleg, que l'última fora Giulietta, versió que es va imposant en els teatres en els últims temps.
La nit de l'estrena se n'oferí una versió acabada per Ernest Guiraud (1837-1892) que també va musicar els recitatius que havien d'ésser parlats (es tractava d'una opéra-comique), de manera semblant al que havia fet amb els de Carmen de Georges Bizet. Guiraud va ésser triat per Auguste-Jacques Offenbach, fill del músic, per acabar l'obra. Guiraud va fer alguns talls importants en l'obra, especialment a l'últim acte (el de Giulietta) on una única escena resumeix les tres originals. Així i tot, aquest acte fou suprimit la nit de l'estrena, com també el personatge de la Musa. L'escena de la barcarola, "Oh belle nuit, oh nuit d'amour" fou inclosa a l'acte d'Antonia i l'ària de Hoffmann "Amis! l'Amour tendre et rêveur" fou incorporada a l'epíleg.
Després de l'estrena l'obra es va representar a Viena, també en 1881, però restaurant-hi l'acte de Giulietta amb el final modificat: Giulietta no mor i fuig en una góndola amb Pitichinaccio. El foc va destruir el Ringtheater poc després, el 7 de desembre de 1881, com després passà amb l'Opéra-Comique (1887): als dos incendis desaparegueren els materials d'orquestra emprats en ambdues estrenes, la qual cosa va fer difícil, ja que no s'havia editat encara, tornar a representar l'obra.
Posteriorment, en les representacions de Montecarlo l'any 1904 el director Raoul Gunsbourg encarregà a André Bloch (alumne de Guiraud) una nova orquestració i a Pierre Barbier (el fill del llibretista original Jules Barbier) que arrangés el text: el resultat fou que s'hi afegí un sextet amb cor, conegut com a Settimino, a l'acte de Giulietta, que compongué el mateix Gunsbourg a partir de la coneguda barcarola Oh, belle nuit. Aquest fragment quedà incorporat a les edicions posteriors, malgrat no ésser d'Offenbach, i s'ha anat representant com a part de l'obra.
A les representacions posteriors a Berlín es feren servir la música introduïda per Gunsbourg, mentre que l'ària original de Dapertutto "Tourne, tourne, miroir" (acte de Giulietta) es convertí en l'ària de Coppelius "J'ai des yeux, de vrais yeux" (a l'acte d'Olympia). Per cobrir el buit, Dapertutto cantava una nova ària, "Scintille diamant" que no era d'Offenbach, sinó que fou creada adaptant el text a la música extreta de l'obertura de l'opereta Le voyage dans la lune (1875) del mateix Offenbach. Malgrat tot, l'ària és d'una gran bellesa i ha esdevingut un clàssic del repertori dels barítons. També es canvià la música orquestral de l'escena on Hoffmann perd el reflex. Aquests canvis conformen la coneguda com a Versió Peters o de Berlín.
L'edició més emprada de l'òpera és la Versió Choudens, feta en 1907 combinant les aportacions de les edicions de Montecarlo (Gunsbourg) i de Berlín (Peters): des de llavors, i fins als anys vuitanta, fou la més representada arreu.
A partir de 1970 comencen els estudis i edicions que volen restituir la partitura original de l'autor. L'any 1970 Antonio di Almeida, estudiós de l'obra d'Offenbach, va fer un descobriment excepcional: trobà entre els documents dels hereus del compositor 1.250 pàgines manuscrites corresponents a Les Contes d'Hoffmann, el material emprat al concert simfònic de 1879 amb fragments de l'òpera.
Sense conèixer aquests materials encara, en 1972 el director d'orquestra Richard Bonynge va voler recuperar la partitura original i, amb el director Walter Felsenstein, va reintroduir els diàlegs parlats de l'obra teatral original de Barbier i Carré, que divulgà en l'enregistrament fet per a Decca, protagonitzat per Joan Sutherland. També va tornar a incorporar el personatge de a Musa, que cantaria la mateixa mezzo que el de Niklause. També fou Bonynge qui incorporà els couplets de Nicklausse "Une poupéeaux yeux d'émail" i l'ària "C'est là que, parmi la fumée", tots dos al primer acte. Va arreglar l'orquestració de l'ària de Coppelius i recuperà les tres escenes de l'acte de Giulietta, amb alguns retocs, canviant el final i fent morir Giulietta emmetzinada per Dapertutto. Bonynge modificà l'epíleg incorporant-hi un preludi simfònic que ja havia fet servir Choudens, suprimint-ne el cor d'estudiants, reincorporant una estrofa del Kleinzach i incorporant la Musa, convertint el Settimino en un quartet amb la Musa, Hoffmann, Stella i Lindorf.
En 1976, Fritz Oeser va fer una nova edició de l'òpera a partir dels materials trobats per Di Almeida (tot i que no cità el nom de Di Almeida). La Versió Oeser, però, incorpora música aliena a l'òpera: alguns fragments ja orquestrats per Offenbach foren reorquestrats per Oeser i hi afegí música provinent de Die Rheinnixen, una òpera anterior d'Offenbach, amb textos propis. A banda, retocà els passatges trobats per Di Almeida i afegí a l'acte d'Antonia una ària per a Nicklause "Vois sous l'archet frémissant". Eliminà del tercer acte el "Scintile diamant" de Peters i hi reincorporà l'ària original, a més d'un duet entre Dappertutto i Pitichinaccio i l'orquestració d'una cançó de Dappertutto conservada en versió de cant i piano. Incorpora una ària per a Giulietta amb música provinent de Die Rheinnixen, fa desaparèixer la música de la desaparició del reflex i el settimino i fa que Giulietta resti amb vida en braços de Pitichinaccio. També incorpora el final "Des cendres de ton coeur".
Un nou descobriment té lloc l'any 1984, quan es recuperen 300 pàgines de música que Choudens havia enviat a Raoul Gunsbourg quan treballava en la seva edició. Entre la música descoberta hi ha la primera intervenció de la Musa (els couplets "Quelle Muse?"), el tercet de l'acte d'Olympia, el tercet final de l'acte d'Antonia en la seva versió definitiva, l'ària de Giulietta "L'amour lui dit: la belle".
Denis-Michel Dansac encara trobaria un nou manuscrit de 24 pàgines més amb el final del tercer acte. A partir d'aquestes troballes, Michael Kaye elabora una edició definitiva, publicada en 1992 per Schott Music i que, amb nova música recuperada en 1999, marca un punt d'inflexió en la recerca sobre l'òpera. Aquesta versió s'ha representat a Lió i Hamburg i ha esdevingut la de referència, malgrat que els drets d'autor renovats la fan més cara que d'altres versions anteriors. Simultàniament l'estudiós d'Offenbach Jean-Christophe Keck en prepara una altra, que publicarà Boosey and Hawkes. Keck, com a director d'orquestra, ha dirigit una representació a Lausana de la seva versió, a més d'un enregistrament.